# Turkmenistan tại Thế vận hội
Turkmenistan đã tham dự bảy kỳ Thế vận hội Mùa hè, lần đầu vào năm 1996. Nước này là quốc gia hậu Xô Viết duy nhất chưa từng tham gia Thế vận hội Mùa đông. Turkmenistan cũng là quốc gia xa nhất về phía bắc trên thế giới chưa từng tham gia Thế vận hội Mùa đông. Các vận động viên (VĐV) Turkmenistan trước đây thi đấu theo đoàn thể thao Liên Xô và, vào năm 1992, theo đoàn thể thao Hợp nhất.
Vào ngày 27 tháng 7 năm 2021, Turkmenistan giành được tấm huy chương đầu tiên trong tư cách một quốc gia độc lập tại Thế vận hội Mùa hè 2020 ở Tokyo, khi Polina Guryeva đoạt bạc hạng cân 59 kg nữ môn cử tạ.
Các VĐV người Turkmenistan khác từng giành huy chương Olympic gồm nhà cựu vô địch thế giới bảy lần Marat Nyýazow (đại diện Liên Xô tại kỳ Thế vận hội ở Roma năm 1960) và Daniyar İsmayilov (hiện đại diện cho Thổ Nhĩ Kỳ). Đáng chú ý, vào năm 1992, nhà vô địch cử tạ châu Âu ba lần Altymyrat Orazdurdyýew từng thuộc đoàn thể thao Hợp nhất tại kỳ đại hội ở Barcelona. Tuy nhiên, huấn luyện viên trưởng Vasily Alexeev đã không cho anh thi đấu.
Thủ đô của Turkmenistan, Ashgabat, có Công viên Thế vận hội. Tại đây vào năm 2017, Đại hội Thể thao Trong nhà và Võ thuật châu Á của Hội đồng Olympic châu Á đã được tổ chức với sự tham gia của cả Úc và các nước châu Đại Dương mở rộng. Giải vô địch Cử tạ Thế giới 2018 cũng được tổ chức tại đây.
Ủy ban Olympic Quốc gia Turkmenistan được thành lập năm 1990.

## Bảng huy chương

### Thế vận hội Mùa hè
| Thế vận hội         | Số VĐV                                        | Vàng                                          | Bạc                                           | Đồng                                          | Tổng số                                       | Xếp thứ                                       |
| 1900–1912           | như một phần của Đế quốc Nga (RU1)            | như một phần của Đế quốc Nga (RU1)            | như một phần của Đế quốc Nga (RU1)            | như một phần của Đế quốc Nga (RU1)            | như một phần của Đế quốc Nga (RU1)            | như một phần của Đế quốc Nga (RU1)            |
| 1952–1988           | như một phần của Liên Xô (URS)                | như một phần của Liên Xô (URS)                | như một phần của Liên Xô (URS)                | như một phần của Liên Xô (URS)                | như một phần của Liên Xô (URS)                | như một phần của Liên Xô (URS)                |
| Barcelona 1992      | như một phần của Đoàn thể thao hợp nhất (EUN) | như một phần của Đoàn thể thao hợp nhất (EUN) | như một phần của Đoàn thể thao hợp nhất (EUN) | như một phần của Đoàn thể thao hợp nhất (EUN) | như một phần của Đoàn thể thao hợp nhất (EUN) | như một phần của Đoàn thể thao hợp nhất (EUN) |
| Atlanta 1996        | 7                                             | 0                                             | 0                                             | 0                                             | 0                                             | -                                             |
| Sydney 2000         | 8                                             | 0                                             | 0                                             | 0                                             | 0                                             | -                                             |
| Athens 2004         | 9                                             | 0                                             | 0                                             | 0                                             | 0                                             | -                                             |
| Bắc Kinh 2008       | 10                                            | 0                                             | 0                                             | 0                                             | 0                                             | -                                             |
| Luân Đôn 2012       | 10                                            | 0                                             | 0                                             | 0                                             | 0                                             | -                                             |
| Rio de Janeiro 2016 | 9                                             | 0                                             | 0                                             | 0                                             | 0                                             | -                                             |
| Tokyo 2020          | 9                                             | 0                                             | 1                                             | 0                                             | 1                                             | 77                                            |
| Paris 2024          | chưa diễn ra                                  |                                               |                                               |                                               |                                               |                                               |
| Los Angeles 2028    | chưa diễn ra                                  |                                               |                                               |                                               |                                               |                                               |
| Tổng số             | Tổng số                                       | 0                                             | 1                                             | 0                                             | 1                                             | 132                                           |

### Môn thể thao Mùa hè
| Môn                | Vàng | Bạc | Đồng | Tổng số |
| ------------------ | ---- | --- | ---- | ------- |
| Cử tạ              | 0    | 1   | 0    | 1       |
| Tổng số (1 đơn vị) | 0    | 1   | 0    | 1       |

## VĐV giành huy chương
| Huy chương | Tên VĐV        | Thế vận hội | Môn   | Nội dung          | Ngày                |
| ---------- | -------------- | ----------- | ----- | ----------------- | ------------------- |
| Bạc        | Polina Guryeva | Tokyo 2020  | Cử tạ | Hạng cân 59 kg nữ | 27 tháng 7 năm 2021 |